# Konstytucja Węgier (2011)
Konstytucja Węgier (dosłownie Ustawa Zasadnicza Węgier, Ustawa Podstawowa Węgier) – ustawa zasadnicza Węgier, uchwalona 18 kwietnia 2011, a podpisana 25 kwietnia 2011 przez prezydenta Węgier Pála Schmitta i ogłoszona w Dzienniku Ustaw. Konstytucja weszła w życie 1 stycznia 2012, zastępując Konstytucję Republiki Węgierskiej z 1949.
Nowa Konstytucja Węgier została przygotowana przez rząd Viktora Orbána i parlamentarzystów z partii Fidesz i KDNP. Parlamentarne prace nad ustawą zasadniczą trwały 9 dni, nie przeprowadzono w jej sprawie konsultacji społecznych. Została uchwalona większością dwóch trzecich głosów, którymi dysponowała koalicja rządząca Fideszu i KDNP.

## Treść
Konstytucja odwołuje się do Korony Węgierskiej, chrześcijaństwa, a także zawiera m.in. przepis o ochronie życia poczętego oraz definiuje małżeństwo jako związek kobiety i mężczyzny. Nowa konstytucja zmieniła również nazwę państwa z Republika Węgierska na Węgry. Definiuje forinta jako walutę narodową, czym oddala możliwość przystąpienia do eurostrefy. Dokonała zmiany ustroju sądownictwa, m.in. poprzez zniesienie Sądu Najwyższego i wprowadzeniu w jego miejsce organu pn. Kúria (usunięcie ze stanowiska prezesa SN zakończone zostało w 2016 wyrokiem ETPCz w sprawie Baka przeciwko Węgrom).

## Opinie
Prezydent Pál Schmitt pozytywnie ocenił nową ustawę zasadniczą, stwierdzając, że Przyszłe pokolenia Węgrów będą dumne z tej konstytucji, ponieważ jest europejska, narodowa, nowoczesna i tolerancyjna. Niemniej jednak została ona skrytykowana przez część opozycji (Węgierska Partia Socjalistyczna) oraz część organizacji ochrony praw człowieka, m.in. Amnesty International, która zarzuciła, że nowa ustawa zasadnicza jest sprzeczna z prawami człowieka w kwestii aborcji, związków homoseksualnych i kar dożywotniego więzienia bez możliwości zwolnienia warunkowego. Podnosi się także, że konstytucja sankcjonuje upośledzoną na tle innych krajów Europy pozycję Trybunału Konstytucyjnego.